# Problema mente-corpo

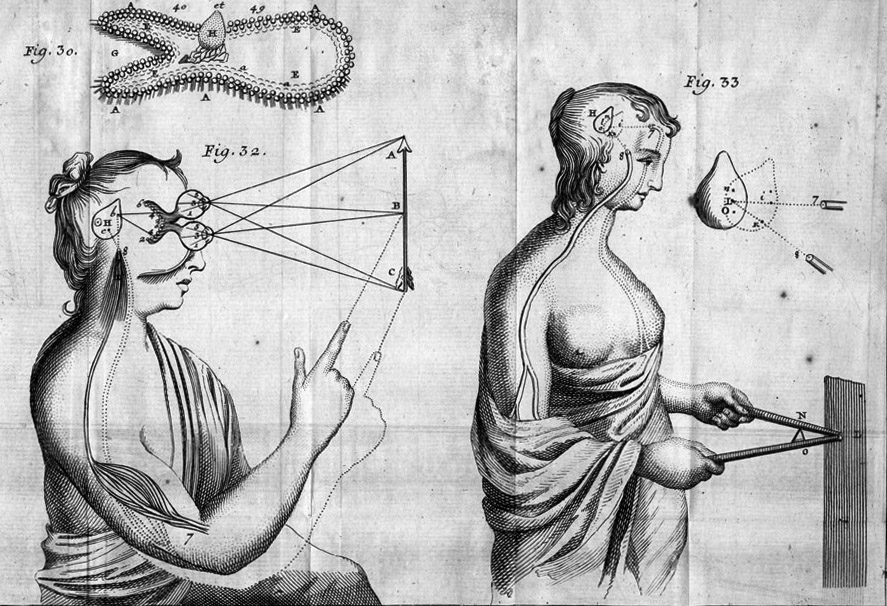
O homem de René Descartes e a formação do feto…. _{Paris: Compagnie des Libraires, 1729}

O problema mente-corpo é uma questão filosófica tratada nos campos da metafísica e da filosofia da mente. O problema levantou-se devido ao facto que os fenômenos mentais parecerem qualitativa e substancialmente diferentes dos corpos de onde parecem depender.
Existem algumas teorias principais para a resolução do problema. O dualismo mente-corpo é a teoria que diz que a mente e o corpo são duas substâncias diferentes. O monismo é a teoria que diz que a mente e o corpo são, na realidade, uma única substância. Os monistas, também chamados materialistas ou fisicalistas, afirmam que ambas são matéria, e os monistas idealistas apoiam que ambas estão situadas na mente. Os monistas neutrais apoiam que ambas as substâncias são reduzíveis a uma terceira substância neutral.
O problema foi identificado por René Descartes, no sentido conhecido pelo mundo ocidental. Mas a questão já havia sido abordada por filósofos da era anterior a Aristóteles e na filosofia do avicenismo.

## Correlatos neurais

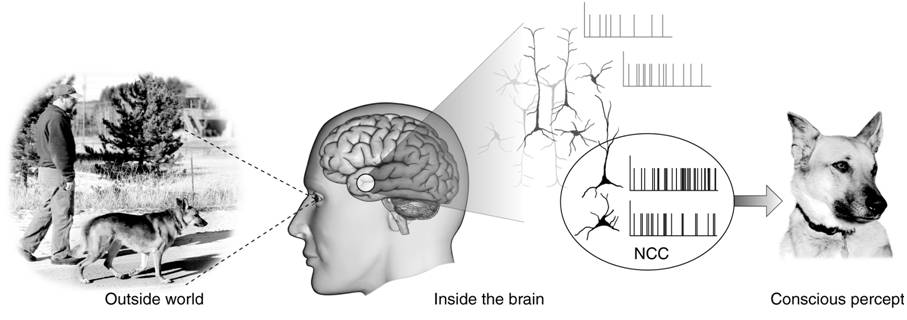
Os correlatos neuronais da consciência constituem o menor conjunto de eventos e estruturas neurais suficientes para uma dada percepção consciente ou memória explícita. Este caso envolve potenciais de ação sincronizados em neurônios piramidais neocorticais.
Os correlatos neurais da consciência "são o menor conjunto de mecanismos cerebrais e eventos suficientes para algum sentimento consciente específico, tão elementar quanto a cor vermelha ou tão complexo quanto a sensação sensual, misteriosa e primitiva evocada ao olhar para [uma] cena de selva... " Os neurocientistas usam abordagens empíricas para descobrir correlatos neurais de fenômenos subjetivos.

## Objeção de Searle
John Searle nega o dualismo cartesiano, a ideia de que a mente é uma forma separada de substância do corpo, porque isso contraria toda a nossa compreensão da física, e ao contrário de Descartes, ele não traz Deus para o problema.
Searle rejeita o dualismo de propriedades e qualquer tipo de dualismo, a alternativa tradicional para o monismo. Ele considera que a distinção é um erro. Ele rejeita as ideias de que porque a mente não é objetivamente visível, não cai sob a rubrica do fisicalismo.
Em "O mistério da consciência", Searle diz:
“Esta época é, ao mesmo tempo, a mais excitante e a mais frustrante, em minha vida intelectual, para o estudo da consciência. Excitante porque o tema consciência voltou a ser respeitado – de fato, quase que considerado central – como matéria de investigação da filosofia, psicologia, ciências cognitivas e até da neurociência. Frustrante porque todo o assunto ainda está infestado de equívocos e erros que eu supunha já terem sido superados” (Searle, 1998, p.23)
Esses equívocos ainda dizem respeito ao problema da oposição dualista da tradição filosófica.
Searle argumenta que o problema mente-corpo tradicional tem uma "solução simples": os fenômenos mentais são causados por processos biológicos no cérebro e são eles mesmos características do cérebro.

## Parapsicologia
A expressão também é usada no contexto da parapsicologia para justificar o estudo de assuntos paranormais como mediunidade, percepção extrassensorial, clarividência, telepatia e a suposta existência da alma.